# Tortel·lini

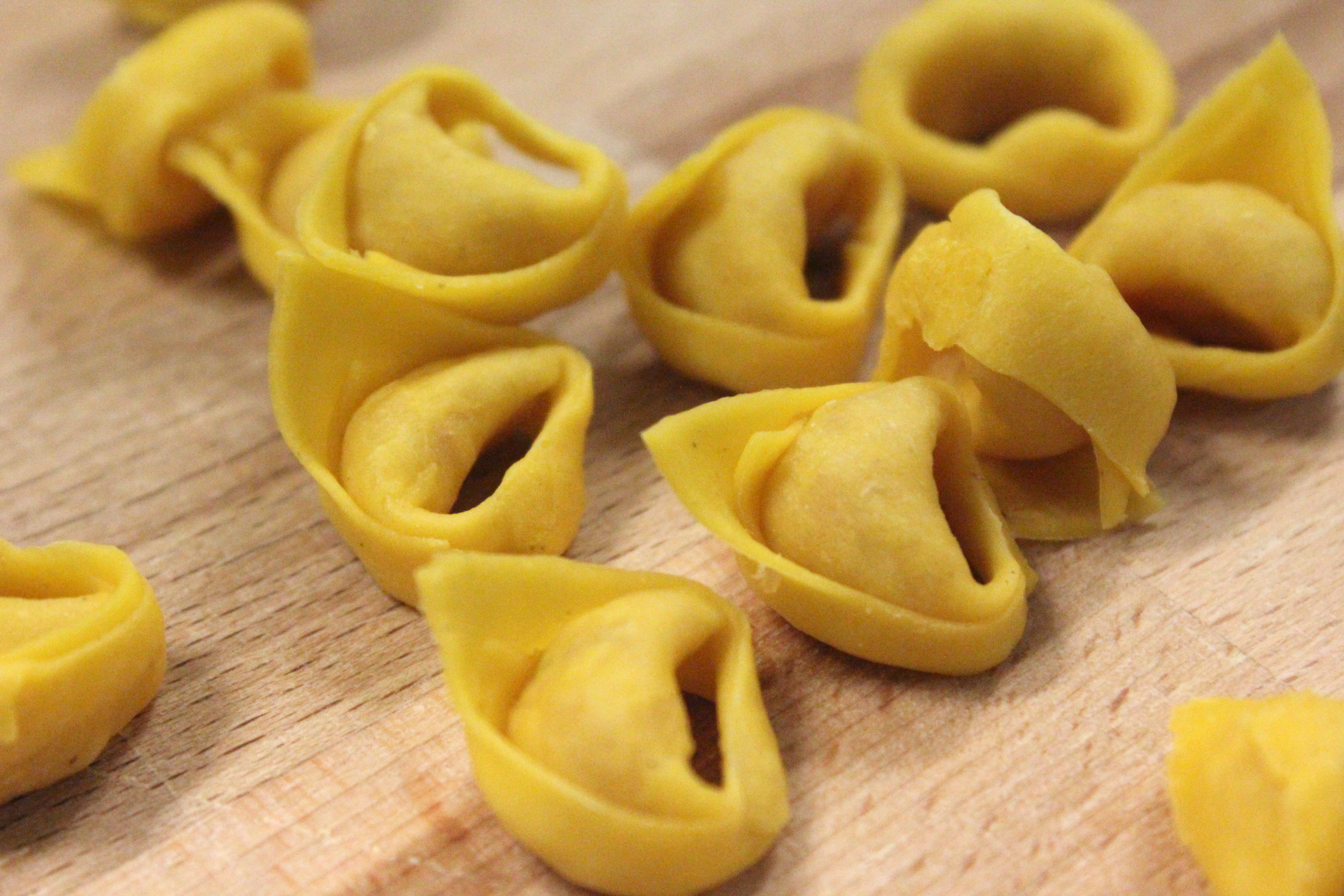
Tortellini

Tortel·lini és una pasta italiana amb forma d'anell de dimensions petites i farcida.

## Preparacions
Els tortel·lini es preparen farcits amb diversos ingredients. El més comú consisteix en una barreja de carns que pot incloure llom de porc, pernil cru, mortadel·la i formatge parmesà. Tradicionalment els divendres i a la quaresma se solien menjar farcits de verdures. Hi ha llocs com la vall del Po on són populars altres combinacions per farcir els tortel·lini, amb barreges que poden incloure pollastre picat, bolets, etc.
Els tortel·lini són originaris de la regió de l'Emilia. Són populars especialment a Bolonya i Mòdena, on se serveixen habitualment en brou o amb crema o salsa.
Els restaurants més prestigiosos de Bolonya, com "La Confraternita del Tortellino", asseguren que la veritable pasta se serveix només en brou. La versió amb crema és àmpliament acceptada a Bolonya, però criticada per alguns. La majoria considera que la combinació amb salses no és autèntica.
Tortelloni és una varietat de major grandària, usualment s'emplena amb ricota i espinac, i en alguns casos reemplaçant el vegetal per ingredients més forts com nous o bolets. Altre farciment usual dels tortelloni és una pasta feta amb polpa de carabassa. Se serveixen amb salsa o amb una barreja de sagí i fulles de sàlvia.
Es poden trobar paquets de tortel·lini refrigerats o congelats en qualsevol lloc del món, especialment allí on els italians tenen comunitats de rellevància. La majoria de les companyies alimentoses italianes, com Arienti & Cattaneo, Ima, Ostoni, Zamboni ho fabriquen amb un període d'aptitud per al consum de 7 setmanes.

## Mitologia
L'origen dels tortel·lini està envoltat de diverses llegendes. Una d'elles conta que aquest plat va nàixer en Castelfranco Emilia, província de Modena. Una nit durant un viatge, Lucrècia Borja es va allotjar en una taverna del poble, i el propietari es va veure captivat per la seua bellesa i no va poder resistir la temptació d'espiar-la per l'ull del pany. La llum dins d'aquesta provenia d'unes poques espelmes, pel que l'atrevit taverner només va poder veure el llombrígol de la dama. Aquesta pura i innocent visió va ser suficient per a produir-li un èxtasi que li va inspirar la creació dels tortel·lini eixa mateixa nit. En altra versió similar, la inspiració s'atribueix a un cantiner que -també per l'ull del pany- espia a Venus que espera en l'habitació al seu amant Júpiter.